# Євроміф
Євроміф — це назва, що її Європейська Комісія дає історіям у ЗМІ про свою політику, які вона вважає неправдивими. Водночас євроскептики вважають, що такі історії часто правдиві, а ворожа реакція ЗМІ має бути причиною відмовитися від непопулярної політики.
Європейський Союз запровадив політику публічного спростування негативного висвітлення, що він розглядає як несправедливе або спотворене зображення.